# 1540 Kevola
Az 1540 Kevola (ideiglenes jelöléssel 1938 WK) a Naprendszer kisbolygóövében található aszteroida. Liisi Oterma fedezte fel 1938. november 16-án, Turkuban.